# دومر
مصطلح الدومر (بالإنجليزية: Doomer)‏ هو شخص يؤمن بالنهاية، وهو الشخص المكتئب المنعزل عديم الاصدقاء يا اما بسبب خسارة عزيز أو بسبب وضع العالم والحروب، وهي فلسفة عميقة وعقلية تؤمن بأن المشكلات العالمية - بما في ذلك على سبيل المثال لا للحصار الإرهاق البيئي، مثل الاكتظاظ السكاني، ذروة النفط، تغير المناخ، والتلوث - ستؤدي حتماً إلى انهيار الحضارة، وخسائر كبيرة في البشر، وربما يؤدي إلى انقراض الإنسان في نهاية المطاف. يمكن تعريف العقلية على عكس التوقعات الأكثر تفاؤلاً بشأن مستقبل الحضارة. يعتقد المتشائمون أيضًا أن الفساد الحكومي، اللامبالاة المدنية والاضطهاد الهيكلي غير قابل للإصلاح أو غير جوهري. قد تترتبط الدومرية بفكرة المالتوسية وهي فلسفة اقتصادية ترى أن استنزاف الموارد سيتجاوز في النهاية وفرة الموارد ، مما يؤدي إلى الانهيار المجتمعي والفقر السكاني أو المجاعات والحروب.
تاريخ

## المواضيع المشتركة
يميل المتخلفون إلى التعبير عن مشاعر اليأس من حياتهم. وسب ريدت تم إنشاء دومر في عام 2009 كمكان الدومرز للتعبير عن المشاعر والأفكار الخاصة بهم. يسرد منشور كتبه ريدتر / نيودومر في 18 كانون الثاني (يناير) 2020 بعنوان «ملاحظات من الموت» إحباطات محبطة لعامة الناس، ويتساءل كيف «لا يتجولون جميعًا في حالة من الذعر الذي لا يقهر». تم التعبير في نص المنشور عن تحديد أن المحكوم عليهم «مستيقظون» على معرفة أن العالم مكان قاسٍ ومريض وعديم المعنى، وأن البشر قادرون فقط على تدمير العالم الطبيعي، وأنه حتى لو استطاع المحكوم عليهم «تصعد» بعد مخاوفهم، سيكون ذلك بلا فائدة، حيث يواجه العالم انهيارًا لا مفر منه. والمشرفين من ص / دومر يعلق على آخر، واعتبارا من 8 أغسطس 2020، أنها تلقت 207 زر الإعجاب.

## التاريخ

### ثقافة بيكنيك الفرعية
تم الإبلاغ عن مصطلح «القاتل» في عام 2008 على أنه يُستخدم في مجتمعات ذروة الإنترنت المبكرة، ولا سيما في منتديات الإنترنت حيث ناقش الأعضاء النقطة النظرية في الوقت الذي سيتوقف فيه استخراج النفط بسبب نقص الموارد، يليه انهيار مجتمعي. واشترك أتباع الأوغاد في أفكار مختلفة حول كيفية مواجهة هذا الانهيار الوشيك، بما في ذلك الاستعداد ليوم القيامة، فضلاً عن المزيد من المشاعر المعاصرة للاستسلام والهزيمة.
استضاف الكندي دومر بول شيفوركا موقعًا على شبكة الإنترنت حيث شجع قرائه على تناول طعام أقل في السلسلة الغذائية، وتعديل منازلهم لنهاية العالم، والتفكير في عدم جلب الأطفال إلى العالم.  ركز على البحث الذي أظهر أن إنجاب طفل واحد وتناول نظام غذائي نباتي كانا طريقتين فعالتين لتقليل انبعاثات غازات الاحتباس الحراري. يعتبر تناول كميات أقل في السلسلة الغذائية من خلال نظام غذائي نباتي أكثر كفاءة من الناحية البيئية لأن نقل الطاقة من خلال المستويات الغذائية يسبب فقدانًا كبيرًا للطاقة.
والجدير بالذكر، على عكس الآفات الحديثة، أن بعض هؤلاء المنبوذين من الذروة لم يؤيدوا مثل هذه الاستراتيجيات القاتلة. الحارس بالجيش الأمريكي كريس ليك، عند كتابة توصيات حول كيفية النجاة من الانهيار المجتمعي، اقترح أن زملائه المحكوم عليهم «يتبنون موقفًا إيجابيًا»، لأنه، على حد تعبيره، «الأوقات الصعبة لا تدوم، فالناس الصعبون يفعلون ذلك.» 

### وجاك «دومر» ميم الإنترنت
بحلول عام 2018، بدأ مستخدمو فورتشان في إنشاء رسوم كاريكاتورية من وجاك مع اللاحقة -دومر للسخرية من مجموعات مختلفة عبر الإنترنت، كان أولها بعنوان «بومر البالغ من العمر 30 عامًا»، وهو نقد لجيل الألفية الذي كان له نفس النظرة والأفكار مثل طفرة مواليد. هذا هو نفس الاتجاه الذي شاع مصطلح «زومر» عند الإشارة إلى أعضاء الجيل زد. تمت الإشارة إلى ثلاثة من هذه الرسوم الكاريكاتورية باسم «بومرز» و «زومرز» و «دومرز».
تم إنشاء كل هذه الأحرف الثلاثة كتدرجات لنفس الـ 20 شيئًا زومر. «بلومرز»، في هذا السياق، هم زوومرز هم من البالغين الذين تم ضبطهم جيدًا، و «الكئيبون» هم زوومرز الذين يعانون من الاكتئاب لأنهم لم يتم ضبطهم جيدًا. في المقابل، كان دومرز هم زومرز الذين «توقفوا ببساطة عن المحاولة». كما لاحظت كايتلين تيفاني، صحفية وسائل التواصل الاجتماعي من ذا اتلانتك ، أن 2018 دومرز «لم يعد يسعى إلى الصداقات أو العلاقات، ولا يشعر بالبهجة من أي شيء لأنهم يعلمون أن العالم يقترب من نهايته». 

### استخدم في وسائل الإعلام
تم استخدام مصطلح «دومير» لاحقًا في التعليق المحيط بمقال جوناثان فرانزن لعام 2019 في مجلة نيويوركر بعنوان «ماذا لو توقفنا عن التظاهر».  قدمت القطعة حجة ضد إمكانية تجنب كارثة مناخية.  بالإضافة إلى تعميم المصطلح بين الجماهير العامة، حظيت مقالة فرانزين بشعبية كبيرة بين مجتمعات المحكوم عليهم بالفشل على الإنترنت، بما في ذلك مجموعات فيسبوك، مجموعة دعم الانقراض البشري قريب المدى وتغير المناخ المفاجئ. [1]
في مقال في بي بي سي، وصفت ورقة جيم بنديل المنشورة ذاتيًا «التكيف العميق: خريطة التنقل في مأساة المناخ» بأنها «أقرب شيء إلى بيان لجيل من» المنكوبين بالمناخ «الذين يصفون أنفسهم بأنهم» محكومون بالمناخ «. اعتبارًا من مارس 2020، تم تنزيل الورقة أكثر من نصف مليون مرة. في ذلك يدعي بندل أنه لا توجد فرصة لتجنب انهيار الحضارة الإنسانية على المدى القريب. كما أشارت مراجعة بي بي سي أيضًا،» يصف البروفيسور مايكل مان، أحد أشهر علماء المناخ في العالم، ورقة بندل بأنها«هراء علمي زائف».
تلاحظ صحيفة نيويورك تايمز أن مؤيدي اللا حضارة: بيان الجبل المظلم وصفوا بأنهم «محكومون» بسبب الطبيعة المتهورة لرسالة النص. ينتقد البيان فكرة التقدم، بعد أن نشره بول كينغسنورث ودوغالد هاين للإشارة إلى بداية مجموعة الفنانين مشروع الجبل المظلم.
في فبراير 2020، أشارت كيت نيبس من وايرد إلى تطور سلالة شائعة ومتنامية من الخيال المناخي «المصير»، على عكس الدلالات المتفائلة النموذجية لهذا النوع. بالإضافة إلى ذلك، تلاحظ آمي برادي، كاتبة عمود الخيال المناخي في مراجعة شيكاغو للكتب، أن هذا النوع قد انتقل من سيناريوهات المستقبل إلى قصص الماضي القريب والحاضر.

## نقد
في سياق نقد عمل بندل، وصف عالم المناخ مايكل مان العذاب بأنه "سلالة جديدة وخطيرة من إنكار التشفير"، مشيرًا إلى أن الأفكار القاتلة "ستقودنا إلى نفس مسار التراخي مثل الإنكار الصريح لتغير المناخ. مصالح الوقود الأحفوري تحب هذا التأطير. "  يجادل نقد التكيف العميق في الديمقراطية المفتوحة بأن ادعاء بندل تغير المناخ الجامح جعل الانهيار المجتمعي أمرًا لا مفر منه ليس خطأ فحسب، بل إنه يقوض سبب حركة المناخ." بدلاً من ذلك، يجادل بأنه بينما "هناك أسباب حقيقية لليأس... فإن خيار الإيمان بانهيار حتمي هو في حد ذاته ترف، وشكل من أشكال الهروب متاح فقط لمن لديهم الوقت والموارد للتخطيط لعواقبه".

## روابط خارجية
- دومسترز (كذا) - مقال في مجلة يناقش ذروة النفط و «دومسترز»